# Comté de Mills (Texas)
Pour les articles homonymes, voir Comté de Mills et Mills.
Le comté de Mills, en anglais : Mills County, est un comté situé au centre de l'État du Texas aux États-Unis. Fondé le 15 mars 1887, son siège de comté est la ville de Goldthwaite. Selon le recensement des États-Unis de 2020, sa population est de 4 456 habitants. Le comté a une superficie de 1 941,8 km2, dont 1 937,9 km2 en surfaces terrestres. Il est baptisé à la mémoire de John T. Mills, un magistrat de la république du Texas.

## Organisation du comté
Le comté est fondé le 15 mars 1887, à partir des terres des comtés de Brown, de Comanche, de Hamilton et de Lampasas. Il est définitivement organisé et autonome, le 30 août 1887.
Le comté est baptisé en référence à John T. Mills (en), juge à la Cour suprême des États-Unis pour la république du Texas,.

## Géographie
Le comté de Mills se situe partiellement dans les Hautes Plaines, partie des Grandes Plaines et à l'ouest des Cross Timbers, au centre de l'État du Texas, aux États-Unis,.
Il a une superficie totale de 1 941,8 km2, composée de 1 937,9 km2 de terres et de 3,9 km2 de zones aquatiques.
L'altitude varie de 335 m à 518 m.

## Comtés adjacents
| Comté de Brown    | Comté de Comanche | Comté de Hamilton |
|                   | Comté de Parker   |                   |
| Comté de San Saba |                   | Comté de Lampasas |

## Démographie
Lors du recensement de 2010, le comté comptait une population de 4 936 habitants. En 2017, la population est estimée à 4 921 habitants,.

Pyramide des âges du comté de Mills (2000).

Selon l'American Community Survey, pour la période 2011-2015, 87,55 % de la population âgée de plus de 5 ans déclare parler anglais à la maison, alors que 11,8 % déclare parler l’espagnol et 0,65 % une autre langue.